# Lars Gustafsson
Pour les articles homonymes, voir Gustafsson.
Lars Gustafsson, né le 17 mai 1936 à Västerås et mort le 3 avril 2016 à Stockholm, est un écrivain suédois.

## Biographie
Entre 1983 et 2006, année de sa retraite, il a vécu aux États-Unis où, en plus de ses activités d'écrivain, il a été professeur adjoint d'études germaniques et de philosophie à l'université du Texas à Austin, et enseignant au John Mitchell Programme in Creative Writing.
Lorsque Lars Gustafsson a reçu le prix Pilot en 1996, le jury l'a décrit comme « poète-philosophe, fantaisiste, encyclopédiste, un étranger chez lui sous toutes les latitudes, des écluses du Västmanland aux plaines du Texas ». 
À l'occasion des élections européennes de 2009, il apporte son soutien au Parti pirate.
Il est élu membre de l'Académie des arts de Berlin en 1974.
Il habitait le quartier de Södermalm à Stockholm.

## Distinctions
- Officier de l'ordre des Arts et des Lettres

## Œuvres
- Une odeur de laine mouillée (Yllet), 1973, Presses de la Renaissance, 1987  (ISBN 2856164218)
- Strindberg et l'ordinateur (Tennisspelarna), 1977, Presses de la Renaissance, 1984  (ISBN 2856163033)
- La Mort d'un apiculteur (En biodlares död), 1978, Presses de la Renaissance, 1983  (ISBN 285616255X), rééd. Belfond, 2011  (ISBN 271445061X)
- Musique funèbre (Sorgenmusik för frimurare), 1983, Presses de la Renaissance, 1985  (ISBN 2856163270), rééd. Rivages, 1994  (ISBN 2869308299)
- Le Silence du monde avant Bach, poèmes, Arfuyen, 1984  (ISBN 2903941122)
- La Véritable Histoire de Monsieur Arenander, Alinéa, 1986  (ISBN 2904631275)
- Les Trois Tours de Bernard Foy (Bernard Foys Tredje Rockad), 1986, Presses de la Renaissance, 1986  (ISBN 2856163858)
- Préparatifs de fuite (Samlade berättelser), 1967 à 1987 , nouvelles, Presses de la Renaissance, 1988  (ISBN 2856164811)
- L'Après-midi d'un carreleur (En kakelsättares eftermiddag), 1991, Presses de la Renaissance, 1992  (ISBN 285616644X)
- Une histoire de chien (Historien med hunden), 1993, Austral, 1995  (ISBN 2841120295)
- L'Étrange Animal du Nord (Det sällsamma djuret från norr), Maren Sell/Calmann-Lévy, 1995  (ISBN 2702124623)
- La Coiffeuse (Windy berättar), 1999, Joëlle Losfeld, 2004  (ISBN 2070789055)
- Le Doyen (Dekanen), 2003, Joëlle Losfeld, 2010  (ISBN 9782070789955)

## Distinctions
- Thomas-Mann-Preis 2015 (prix Thomas-Mann), remis par l'Académie bavaroise des beaux-arts et de la Ville de Lübeck, doté de 25 000 euros